# Семировка
Семировка (укр. Семирівка) — село в Яворовской городской общине Яворовского района Львовской области Украины.
Население по переписи 2001 года составляло 429 человек. Занимает площадь 0,78 км². Почтовый индекс — 81021. Телефонный код — 3259.